# Acanthoscelides tridenticulatus
Acanthoscelides tridenticulatus är en skalbaggsart som beskrevs av Bottimer 1969. Acanthoscelides tridenticulatus ingår i släktet Acanthoscelides och familjen bladbaggar. Inga underarter finns listade i Catalogue of Life.